# Benjamin Théodore
Benjamin Théodore est un footballeur puis entraîneur mauricien, né en 1960. Il évolue au poste d'attaquant puis de défenseur notamment à la Fire Brigade SC et au Cadets United. Il est également plusieurs fois sélectionné en équipe de Maurice.
Il devient ensuite entraîneur de l'AS Vacoas-Phoenix puis dirige la sélection mauricienne de 2008 à 2009. Après avoir diriger Curepipe Starlight, il est actuellement l'entraîneur de l'AS Quatre-Borne.

## Biographie

### Joueur
Benjamin Théodore commence le football en juniors dans les rangs du Cosmos en tant qu'attaquant puis rejoint, en 1978, les rangs de la Fire Brigade SC avec qui il remporte à plusieurs reprises le titre de champion ainsi que le trophée de la Coupe de Maurice. Après deux ans au sein des Cadets United de 1982 à 1984, il retourne à la Fire Brigade où il se repositionne au poste de défenseur. EN 1990, il rejoint les rangs du club réunionnais de Sainte-Marie où il joue deux saisons. Il inscrit durant sa carrière professionnelle qui dure 14 ans plus de 100 buts en près de 350 rencontres.
Il est appelé plusieurs fois en équipe nationale et remporte avec ses coéquipiers les Jeux des îles de l'océan Indien 1985.

### Entraîneur
Après sa carrière professionnelle, il est un des fondateurs de l'AS Vacoas-Phoenix qu'il dirige comme adjoint de Sarjoo Gowreesunkur en 2000. Devenu entraîneur principal, il remporte avec le club la Coupe de la république en 2006, puis redevient adjoint de Maurice Andriamandranto. Redevenu entraîneur principal en 2007, il atteint la finale de la Coupe de Maurice en 2008 où l'équipe est battue, 4-2 après prolongations, par Curepipe Starlight. Il devient ensuite sélectionneur intérimaire de Maurice en septembre 2008 et s'occupe de l’équipe pendant un an avant de laisser sa place à Akbar Patel en mars 2009. Il rejoint alors le Curepipe Starlight qui remporte en fin de saison 2009 le championnat et la Coupe de Maurice. Il devient ensuite entraîneur de l'AS Quatre-Borne, club qu'il dirige actuellement.

## Récompenses

### Joueur
- Vainqueur des Jeux des îles de l'océan Indien 1985 avec Maurice.

### Entraîneur
- Champion de Maurice en 2009 avec le Curepipe Starlight.
- Vainqueur de la Coupe de Maurice2009 avec le Curepipe Starlight.
- Vainqueur de la Coupe de la république 2006 avec l'AS Vacoas-Phoenix.
- Finaliste de la Coupe de Maurice en 2008 avec l'AS Vacoas-Phoenix.